# Geoff Parling
Geoff Parling (Stockton-on-Tees, 28 de octubre de 1983) es un exjugador y entrenador británico de rugby que se desempeñaba como segunda línea. Actualmente entrena al Leicester Tigers de la Premiership Rugby.

## Carrera
Durante su primera temporada con los Tigers (2009-2010) captó la atención del entrenador británico Martin Johnson, que lo seleccionó para una gira por Australia en junio de 2010, y jugó el primer partido contra los Australian Barbarians, aunque se perdió ser seleccionado para el segundo como resultado de una lesión en el cuello.
Su primer partido con la selección de Inglaterra fue contra Escocia en Murrayfield el 4 de febrero de 2012.
En enero de 2012, Parling fue llamado a la selección absoluta de Inglaterra en los preparativos del Seis Naciones como reemplazo por lesión de Louis Deacon. Consiguió jugar dos partidos desde el banquillo antes de salir como titular contra Gales, en una derrota por corto marcador. Su buena actuación (particularmente en la touch) hizo que continuaran en los partidos contra Francia e Irlanda, que fueron victorias, y en las que tuvo actuaciones aún mejores. Acabó el torneo como la primera elección como segunda línea, por delante de Tom Palmer.
En el Torneo de las Seis Naciones 2013 salió como titular en las cinco jornadas. En el primer partido, que Inglaterra ganó 38 - 18 contra Escocia logró el tercer try en el minuto 53, tras un gran pase de lado a lado del campo de Owen Farrell. En la cuarta jornada, contra Italia fue sustituido por Lawes en el minuto 46. Jugó el partido último, que Inglaterra perdió contra Gales en el Millennium Stadium el 16 de marzo de 2013. Ha sido uno de los jugadores ingleses destacados en el torneo, brillante y dinámico, uno de los fundamentos de la Inglaterra de Stuart Lancaster y un ejemplo de lo atlético que puede ser un delantero de segunda línea.
Fue convocado a los British and Irish Lions para la gira a Australia 2013.
En 2015 es seleccionado para formar parte de la selección inglesa que participa en la Copa Mundial de Rugby de 2015.